# NGC 589
NGC 589 je galaksija u zviježđu Kit.

## Vanjske poveznice
- SEDS: NGC 0589